# Leo Larrivee
Pour les articles homonymes, voir Larrivée.
Leo Larrivee (né le 23 novembre 1903 à Fall River et décédé le 7 octobre 1928 à Chicago) est un athlète américain spécialiste du demi-fond. Mesurant 1,73 m pour 58 kg, son club était le Holy Cross University.

## Biographie

### Palmarès
| Date | Compétition           | Lieu  | Résultat | Épreuve            | Performance |
| ---- | --------------------- | ----- | -------- | ------------------ | ----------- |
| 1924 | Jeux olympiques d'été | Paris | 3e       | 3 000 m par équipe | 25 pts      |

### Records
| Épreuve      | Performance | Lieu | Date |
| ------------ | ----------- | ---- | ---- |
| 3 000 mètres | 8 min 47 s  |      | 1924 |